# Bring on the Dead
Bring on the Dead – pierwszy album studyjny australijskiej grupy Fuck...I'm Dead. Wydano go w roku 2001. Materiał wydano w wersji na CD i winylu.

## Lista utworów
1. "Twist of Death" – 1:13
2. "A Fraction Off Death" – 1:38
3. "Army of Hermaphrodites" – 1:06
4. "Burnt to An Absolute Crisp" – 0:58
5. "My Feral Fucktoy" – 1:06
6. "Colon Commando" – 1:08
7. "Delicious Dolop" – 0:54
8. "Fucking the Fetus" – 1:03
9. "Skull Fucked" – 1:29
10. "Shopfront Whore" – 0:28
11. "Jeffrey Dahmer's Cookbook" – 1:01
12. "Pickled Member" – 1:08
13. "Shotgun Facelift" – 0:50
14. "Barefoot and Shitfaced" – 0:54
15. "Violet" – 0:44
16. "Inject Me With AIDS" – 1:05
17. "Slowly Raped With a Chainsaw" – 0:42
18. "Toilet Tantalizers" – 1:07
19. "Spray Me With Fecal Matter" – 1:07
20. "Licky Webster" – 1:31
21. "Fuck... I'm Dead" – 1:11
22. "A Fraction Off Death" (Live) (utwór dodatkowy) – 1:41
23. "Licky Webster" (Live) (utwór dodatkowy) – 49:45

Utwory od 16 do 21 pochodzą z pierwszego dema zespołu, mającego taką samą nazwę, jak kapela.

## Twórcy
- Jay Jones – śpiew
- Tom Raetz – gitara basowa
- Dave Hill – gitara elektryczna, programowanie automatu perkusyjnego